# 劉恭 (彭城王)
劉恭（りゅう きょう、生年不詳 - 117年）は、後漢の皇族。彭城靖王。

## 経歴
明帝の三男として生まれた。66年（永平9年）、霊寿王の号を賜った。72年（永平15年）、鉅鹿王に封じられた。79年（建初4年）4月、江陵王に徙封され、南郡を江陵国と改めた。85年（元和2年）、江陵が都の洛陽の真南にあたることから、封国を置いてはいけないと三公が上言したため、劉恭は六安王に徙封され、廬江郡を六安国とした。86年（元和3年）、章帝の北巡に従った。88年（章和2年）3月、章帝の遺詔により劉恭は彭城王に徙封され、楚郡を彭城国とした。同年のうちに彭城国に下向した。劉恭は誠実で人情に厚く、威厳があって重々しく、挙動には節度があったため、官吏や民衆に敬愛された。
116年（元初3年）、子の劉酺が事件を起こしたため、劉恭が叱責したところ、劉酺は自殺した。彭城国の相の趙牧が劉恭に謀反の言があったと告発した。安帝が御史の毌丘歆に調べさせたところ、告発のような事実はなかったと結論され、告発者の趙牧が罪に問われて獄に下された。赦令にあって趙牧は死罪を免れた。
117年（元初4年）11月己卯、劉恭は死去した。子の劉道が後を嗣いで彭城王に封じられた。

## 子女
- 劉道（後嗣、彭城考王）
- 劉丙（都郷侯）
- 劉国（安郷侯）
- 劉丁（魯陽郷侯）
- 劉阿奴（竹邑郷侯）
- 劉酺（116年に自殺）

## 伝記資料
- 『後漢書』巻50 列伝第40